# وادنا (کومونه)
وادنا (به ایتالیایی: Vadena) یک کومونه در ایتالیا است که در تیرول جنوبی واقع شده‌است. وادنا ۱۳٫۵ کیلومتر مربع مساحت و ۱٬۰۰۵ نفر جمعیت دارد و ۲۴۳ متر بالاتر از سطح دریا واقع شده‌است.